# Rita König
Rita König-Römer (Satu Mare, 12 marzo 1977) è una schermitrice tedesca, vincitrice di una medaglia d'argento ed una di bronzo nella scherma ai giochi olimpici.

## Palmarès
In carriera ha conseguito i seguenti risultati:
- Giochi olimpici

Sydney 2000: argento nel fioretto individuale e bronzo a squadre.
- Mondiali di scherma

Città del Capo 1997: bronzo nel fioretto a squadre.
Seul 1999: oro nel fioretto a squadre.
- Europei di scherma

Plovdiv 1998: argento nel fioretto a squadre.